# Aytos (huyện)
Aytos là một huyện thuộc tỉnh Burgas, Bungaria. Dân số thời điểm năm 2001 là 30549 người.